# Bosque Chiquitano

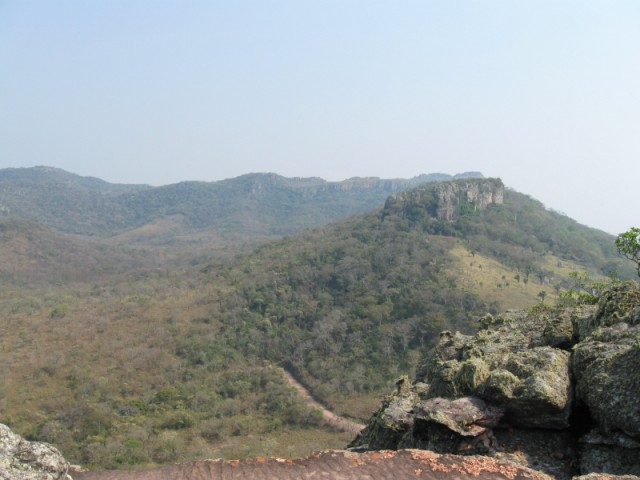
Vista de la Serranía de Santiago, cerca a Santiago de Chiquitos.

El bosque Chiquitano en un gran bosque que se encuentra la región de los llanos de Chiquitos, ubicada principalmente en el departamento de Santa Cruz, en el este de Bolivia. Este bosque cubre una superficie de 20 millones de hectáreas y es el bosque seco tropical más grande del mundo.
El bosque chiquitano está gravemente amenazado por incendios recurrentes en la región. El incendio forestal de 2019 quemó hasta 5 millones de hectáreas de bosque, y entre mayo y octubre de 2024 una serie de incendios arrasaron 10 millones de hectáreas de bosque que alcanzaron a los vecinos Brasil, Perú y Colombia.

## Perfil del bosque y sus recursos
Ubicado en una de las últimas regiones forestales tropicales secas no sólo de Bolivia, sino de toda la América del Sur, el bosque Chiquitano es valioso por su ecología única y por su importancia histórica y cultural. 
El Bosque Seco Chiquitano es una ecorregión caracterizada por su ubicación transicional entre el clima húmedo de la Amazonia y el semiseco  del  Gran Chaco. Geológicamente está marcada por una topografía ondulada, la presencia de pequeñas cadenas montañosas y del Escudo Precámbrico, una formación rocosa granítica, que subyace a los suelos de la región, con espectaculares afloramientos ocasionales.
La vegetación de la zona es semicaducifolia, hasta caducifolia. Especies exclusivas de esta ecorregión son el  morado (Machaerium scleroxylon), el momoqui (Caesalpinia pluviosa), las tararas amarillas (Centrolobium microchaeta, Centrolobium microchaete), y el roble sudamericano (Amburana cearensis), entre otras.  Más del 75 % de las especies maderables de los bosques de la Región Chiquitana, tienen actualmente valor comercial.

## Población
La ecorregión está habitada por alrededor de 180 000 personas, incluyendo las nacioneos indígenas representados por la Chiquitana y la Ayoreode, que suman unas 22 000 personas en 124 comunidades. 
En esta ecorregión existen tres áreas protegidas municipales que suman 410 000 ha y 40 620 ha de reservas privadas de patrimonio natural.

## Clima
La temperatura media anual es de 24,3 °C, pero puede bajar hasta 5 °C cuando llegan vientos fríos del sur durante la época seca. La precipitación media anual es de 1100 mm, con una época seca de mayo a octubre. Durante la época seca el 95 % de las especies del dosel pierden sus hojas.

## Vegetación
El bosque ha sido clasificado como bosque seco chiquitano según el sistema Holdridge. Se han identificado alrededor de 115 especies de árboles con diámetro mayor a 1 dm .  Las especies más abundantes: Acosmium cardenasii, Casearia gossypiosperma, Caesalpinia pluviosa, Neea cf. steinbachii, Machaerium acutifolium, Anadenanthera macrocarpa, Piptadenia viridiflora y Centrolobium microchaete. 
La diversidad de especies por hectárea es de 52. El dosel es bastante abierto, alcanza una altura de 18 m, con árboles emergentes de hasta 25 m de altura. La densidad de individuos con diámetro mayor a 1 dm es de 420 ha, y el área basal es de 18,3 m²/ha
Las lianas son una forma de vida muy común en el bosque. Alrededor del 60 % de los árboles con diámetro mayor a 1 dm tiene algún grado de infestación de bejucos.
El sotobosque es muy denso, con una gran abundancia de arbustos y lianas. Ciertas partes del sotobosque está dominado por una bromelia terrestre rizotomosa, Pseudoananas sagenarius, que puede formar manchas de hasta 1 ha de superficie.
Otras bromelias son la Bromelia hieronymii

## Perfil económico
La tenencia de la tierra está concentrada en el sector ganadero, quienes junto con el sector forestal generan alrededor del 90 por ciento de la economía de la región. Existen más de 1200 propiedades ganaderas privadas en la ecorregión y sus alrededores, que varían en tamaño, entre 50 y 50 000 ha, que producen mayormente ganado cebuino para carne.  La región ha sido declarada recientemente zona libre de aftosa, por lo que su potencial de exportación ha sido incrementado.  El sector forestal está constituido por unas seis concesiones forestales de entre 50 000 y 150 000 ha y una veintena de Agrupaciones Sociales del Lugar (ASL) que manejan un promedio de 20 000 ha cada una.